# ملكة الدماثة (فلم)
ملكة الدماثة هو فيلم كوميدي تم إنتاجه في الولايات المتحدة وصدر في سنة 2000. من بطولة ساندرا بولوك ومايكل كين وبنجامين برات وويليام شاتنر وكانديس بيرغن.تدور قصته حول جاسوسة تترشح من اجل الفوز بلقب ملكة جمال العالم و في خلال المسابقة تحاول جمع المعلومات و الجوسسة عن صاحب المسابقة

## الميزانية والإيرادات
بلغت تكلفة إنتاج الفيلم حوالي 45 مليون دولار بينما حقق إيرادات تقدر بـ 212742720 دولار.

## وصلات خارجية
- ملكة الدماثة على موقع IMDb (الإنجليزية)
- ملكة الدماثة على موقع ميتاكريتيك (الإنجليزية)
- ملكة الدماثة على موقع الموسوعة البريطانية (الإنجليزية)
- ملكة الدماثة على موقع روتن توميتوز (الإنجليزية)
- ملكة الدماثة على موقع نتفليكس (الإنجليزية)
- ملكة الدماثة على موقع قاعدة بيانات الأفلام العربية
- ملكة الدماثة على موقع ألو سيني (الفرنسية)
- ملكة الدماثة على موقع Turner Classic Movies (الإنجليزية)
- ملكة الدماثة على موقع أول موفي (الإنجليزية)
- ملكة الدماثة على موقع بوكس أوفيس موجو (الإنجليزية)